# Kim Dzsonghvan (vívó)
Kim Dzsonghvan (hangul: 김정환, handzsa: 金政煥, RR: Kim Jeong-hwan; Szöul, 1983. szeptember 2. –) olimpiai, világ- és Ázsia-bajnok dél-koreai kardvívó.

## Sportpályafutása
1996-ban, felsőtagozatos általános iskolásként kezdett el kardvívással foglalkozni, egy barátja inspirálta, a testnevelő tanára pedig biztatta.
A 2012. évi nyári olimpiai játékokon csapatban aranyérmet nyert, egyéniben kiesett.
A 2016-os nyári olimpián egyéniben bronzérmet nyert, csakúgy, mint a koronavírus-járvány miatt 2021 nyarára halasztott tokiói olimpián.